# Ribeira Funda (ilha de São Tomé)
A Ribeira Funda é um curso de água do arquipélago de São Tomé e Príncipe, localizado no distrito de Lembá, ilha de São Tomé, corre para Oeste e desagua junto à localidade da Ribeira Funda, entre a Praia Grande e a Praia da Palma.